# منتخب الجبل الأسود لكرة اليد
منتخب الجبل الأسود لكرة اليد هو الممثل الرسمي لدولة الجبل الأسود في لعبة كرة اليد.

## روابط إضافية
- Handball Federation of Montenegro
- balkan-handball